# Atractodes exitalis
Atractodes exitalis är en stekelart som beskrevs av Förster 1876. Atractodes exitalis ingår i släktet Atractodes, och familjen brokparasitsteklar. Arten är reproducerande i Sverige.